# Сулёмка (посёлок)
Сулёмка — посёлок в Нижнеингашском районе Красноярского края, входит в состав Верхнеингашского сельсовета.

## География
Посёлок находится на расстоянии примерно 7 км (по прямой) на запад от районного центра посёлка Нижний Ингаш.

## Климат
Климат резко континентальный с продолжительной суровой, малоснежной зимой и коротким жарким летом. Среднегодовая температура воздуха составляет 0-5 градусов. На территории района преобладают ветры юго-западного направления. Вегетационный период — 146 дней. Среднегодовое количество осадков — около 494 мм, наибольшее количество их выпадает в летний период. Устойчивый снежный покров устанавливается во второй половине октября, а сходит в апреле.  

## Население
| 2010 |
| ---- |
| 816  |

Постоянное население составляло 66 человек в 2002 году (92% русские), 816 человек в 2010 году.